# Piscis Austrinídeos
Piscis Austrinídeos é uma chuva de meteoros cujo radiante está localizado na constelação de Piscis Austrinus, o Peixe Austral.

## Observação
O fenômeno é visível todos os anos entre os dias 15 de julho e 10 de agosto. A atividade máxima ocorre no dia 28 de julho quando podem ser observados até cinco meteoros por hora, que atingem a atmosfera terrestre a uma velocidade de 35 km/s. O mais antigo registro de observações desse evento foi feito por Alexander Herschel em 1865. No hemisfério sul, a primeira observação dessa chuva de meteoros foi registrada por Luís Cruls, no Observatório Nacional, em 1881.